# Loopback
Loopback ou loop-back (em português literal: laço de volta) refere-se ao roteamento de sinais eletrônicos, fluxos de dados digitais ou fluxos de itens que retornam para suas origens sem processamento ou modificação intencional. Ele é primariamente um meio de testar a infraestrutura de transmissão ou transporte.
O loopback pode ser um canal de comunicação com apenas um ponto final de comunicação, de forma que qualquer mensagem transmitida por meio de tal canal é imediatamente recebida pelo mesmo canal. Em telecomunicações, dispositivos de loopback realizam testes de transmissão de linhas de acesso da central de comutação servente, que normalmente não requer a assistência de pessoal no terminal servido. 

## Interface Serial
Um dispositivo de comunicação serial pode usar um loopback para testar seu funcionamento. Por exemplo, um dispositivo com seu pino de transmissão conectado ao seu pino de recepção resultará em um dispositivo que recebe exatamente aquilo que transmite. Ao mover tal conexão para o fim de um cabo testaremos também o próprio cabo. Movendo-o para um modem de recepção testaremos ainda mais elementos. Esta é uma técnica comum de localização de falhas e é comumente combinada com um dispositivo específico de testes que envia padrões especiais e conta o número de erros recebidos(BERT). Alguns dispositivos são construídos com tal capacidade embutida.

### Protocolo de Interface de Rede Virtual da Internet
O Internet Protocol (Endereço IP) define uma rede loopback. No IPv4, deve ser a rede 0 ("a própria rede") e um endereço de loopback para o computador atual - 0.0.0.0 - ("este computador nesta rede") mas por razões de mau uso deste endereço (em particular o uso do endereço 0 para broadcast) levou ao uso tecnicamente questionável do endereço 127.0.0.1 como "endereço de loopback".  Como antes do CIDR, a rede 127 tinha uma máscara de rede 255.0.0.0 ("Classe A") isto levou à perda permanente dos endereços 127.0.0.0/8, o que representa 1/256 de todos os endereços disponíveis no espaço de endereços IPv4.  Atualmente a maioria das implementações do IPv4 usa o IP 127.0.0.1 como o endereço de loopback padrão; algumas chegam a não aceitar o valor correto 0.0.0.0.
A maior parte das implementações do IP aceita uma interface de loopback, que representa um loopback. Qualquer tráfego que um computador envie em uma rede loopback é endereçada ao mesmo computador. O endereço IP mais usado para tal finalidade é 127.0.0.1 no IPv4 e ::1 no IPv6. O nome de domínio padrão para tal endereço é localhost. 
Em sistemas Unix, a  interface loopback é geralmente chamada de lo ou lo0.